# Kansas City Chiefs 2000
La stagione 2000 dei Kansas City Chiefs è stata la 31ª nella National Football League e la 41ª complessiva. Nell'ultima stagione di Gunther Cunningham come capo-allenatore, la squadra terminò con un record di 7-9 al terzo posto della division. 
La squadra giocò la stagione senza il linebacker 9 volte Pro Bowler e capitano Derrick Thomas, morto l'8 febbraio dello stesso anno.

## Roster
| Roster dei Kansas City Chiefs nel 1999 |
| --- |
| Quarterback - 15 Todd Collins - 18 Elvis Grbac - 1 Warren Moon Running Back - 38 Kimble Anders - 30 Donnell Bennett FB - 34 Mike Cloud - 20 Dante Hall RB/WR - 46 Frank Moreau - 49 Tony Richardson FB Wide Receiver - 82 Derrick Alexander - 81 Kevin Lockett - 84 Sylvester Morris - 80 Larry Parker Tight End - 87 Troy Drayton - 89 Jason Dunn - 88 Tony Gonzalez Offensive Linemen - 72 Darnell Alford G - 69 Jeff Blackshear G - 61 Tim Grunhard C - 75 Norris McCleary G - 66 Victor Riley T - 68 Will Shields G - 70 Marcus Spears T - 76 John Tait T - 54 Brian Waters C - 60 Donald Willis G Defensive Linemen - 93 John Browning DE - 99 Duane Clemons DE - 98 Eric Hicks DE - 90 Steve Martin DT - 75 Chester McGlockton DT - 95 Derrick Ransom DT - 92 Dan Williams DT - 96 Tyrone Williams DE Linebacker - 51 Lewis Bush ILB - 59 Donnie Edwards OLB - 55 Ron George OLB - 57 Mike Maslowski MLB - 53 Marvcus Patton ILB - 56 Gary Stills MLB Defensive Back - 35 Larry Atkins FS - 24 William Bartee CB - 41 Pat Dennis CB - 23 Carlton Gary CB - 40 James Hasty CB - 27 Bracy Walker SS - 44 Eric Warfield CB - 25 Greg Wesley SS - 21 Jerome Woods FS Special Team - 2 Todd Peterson K - 5 Todd Sauerbrun P Lista delle riserve - 57 Rob Murphy G (IR) - 52 Andre O'Neal OLB (IR) - 97 Ty Parten DE (IR) - 12 Joe Perez WR (IR) - 79 Dave Szott G (IR) Squadra di allenamento - 65 John Blick T - 94 Kendrick Gholston DE - 17 Ricky Hall WR - 50 Casey Tisdale LB - 62 Noel Scarlett DT |
| Legenda - I rookie sono in corsivo. - Il primo ruolo è il principale mentre gli eventuali successivi indicano i ruoli secondari. - (IR) sta per Injured Reserve ed indica la lista ristretta per un solo giocatore infortunato che può tornare ad allenarsi dopo la settimana 6 e a rientrare in prima squadra dopo che questa ha giocato 8 partite. - (NF-Inj.) / (NF-Ill.) stanno rispettivamente per Non-Football Injured e Non-Football Illness ed indicano le liste dove viene inserito un giocatore che ha un infortunio o una malattia non dipendente dal football americano. - (PUP) sta per Physically Unable to Perform ed indica la lista dove viene inserito un giocatore mentre è in attesa di recuperare la condizione fisica. Nella stagione regolare dopo la sesta partita giocata dalla propria squadra, il giocatore ha tempo tre settimane per riprendere ad allenarsi, più tre settimane aggiuntive dal suo rientro agli allenamenti per rientrare in prima squadra. |

## Calendario
| Stagione regolare |                    |                         |                    |                    |                             |                    |                    |                    |                    |
| Turno             | Data               | Avversario              | Risultato          | Record             | Stadio                      | Sintesi            |                    |                    |                    |
| 1                 | 3 settembre        | Indianapolis Colts      | S 14–27            | 0–1                | Arrowhead Stadium           | Recap              |                    |                    |                    |
| 2                 | 10 settembre       | at Tennessee Titans     | S 14–17 (dts)      | 0–2                | Adelphia Coliseum           | Recap              |                    |                    |                    |
| 3                 | 17 settembre       | San Diego Chargers      | V 42–10            | 1–2                | Arrowhead Stadium           | Recap              |                    |                    |                    |
| 4                 | 24 settembre       | at Denver Broncos       | V 23–22            | 2–2                | Mile High Stadium           | Recap              |                    |                    |                    |
| 5                 | 2 ottobre          | Seattle Seahawks        | V 24–17            | 3–2                | Arrowhead Stadium           | Recap              |                    |                    |                    |
| 6                 | Settimana di pausa | Settimana di pausa      | Settimana di pausa | Settimana di pausa | Settimana di pausa          | Settimana di pausa | Settimana di pausa | Settimana di pausa | Settimana di pausa |
| 7                 | 15 ottobre         | Oakland Raiders         | S 17–20            | 3–3                | Arrowhead Stadium           | Recap              |                    |                    |                    |
| 8                 | 22 ottobre         | St. Louis Rams          | V 54–34            | 4–3                | Arrowhead Stadium           | Recap              |                    |                    |                    |
| 9                 | 29 ottobre         | at Seattle Seahawks     | V 24–19            | 5–3                | Husky Stadium               | Recap              |                    |                    |                    |
| 10                | 5 novembre         | at Oakland Raiders      | S 31–49            | 5–4                | Network Associates Coliseum | Recap              |                    |                    |                    |
| 11                | 12 novembre        | at San Francisco 49ers  | S 7–21             | 5–5                | 3Com Park                   | Recap              |                    |                    |                    |
| 12                | 19 novembre        | Buffalo Bills           | S 17–21            | 5–6                | Arrowhead Stadium           | Recap              |                    |                    |                    |
| 13                | 26 novembre        | at San Diego Chargers   | S 16–17            | 5–7                | Qualcomm Stadium            | Recap              |                    |                    |                    |
| 14                | 4 dicembre         | at New England Patriots | S 24–30            | 5–8                | Foxboro Stadium             | Recap              |                    |                    |                    |
| 15                | 10 dicembre        | Carolina Panthers       | V 15–14            | 6–8                | Arrowhead Stadium           | Recap              |                    |                    |                    |
| 16                | 17 dicembre        | Denver Broncos          | V 20–7             | 7–8                | Arrowhead Stadium           | Recap              |                    |                    |                    |
| 17                | 24 dicembre        | at Atlanta Falcons      | S 13–29            | 7–9                | Georgia Dome                | Recap              |                    |                    |                    |

## Classifiche
| AFC West            |    |    |   |      |     |     |     |
|                     | V  | S  | P | %    | PF  | PS  | STR |
| (2) Oakland Raiders | 12 | 4  | 0 | .750 | 479 | 299 | V1  |
| (5) Denver Broncos  | 11 | 5  | 0 | .688 | 485 | 369 | V1  |
| Kansas City Chiefs  | 7  | 9  | 0 | .438 | 355 | 354 | S1  |
| Seattle Seahawks    | 6  | 10 | 0 | .375 | 320 | 405 | S1  |
| San Diego Chargers  | 1  | 15 | 0 | .063 | 269 | 440 | S4  |